# Sejpitjärnen
Sejpitjärnen är en sjö i Bodens kommun i Norrbotten och ingår i Råneälvens huvudavrinningsområde. Sjön har en area på 0,0427 kvadratkilometer och ligger 135,2 meter över havet.

## Delavrinningsområde
Sejpitjärnen ingår i det delavrinningsområde (736985-177346) som SMHI kallar för Mynnar i Rörån. Medelhöjden är 187 meter över havet och ytan är 20,91 kvadratkilometer. Det finns inga avrinningsområden uppströms utan avrinningsområdet är högsta punkten. Sejpibäcken som avvattnar avrinningsområdet har biflödesordning 3, vilket innebär att vattnet flödar genom totalt 3 vattendrag innan det når havet efter 78 kilometer. Avrinningsområdet består mestadels av skog (59 procent) och sankmarker (36 procent). Avrinningsområdet har 0,04 kvadratkilometer vattenytor vilket ger det en sjöprocent på 0,2 procent.